# Xã Aurora, Quận Benson, Bắc Dakota
Xã Aurora (tiếng Anh: Aurora Township) là một xã thuộc quận Benson, tiểu bang Bắc Dakota, Hoa Kỳ. Năm 2010, dân số của xã này là 32 người.